# Patxi Saez Beloki
Patxi Saez Beloki (Beasain, Guipúzcoa, Țara Bascilor, 8 martie 1964) este un sociolingvist basc și membru al Academia Regală de Limba Bască —Euskaltzaindia—. Este licențiat în științe sociale și informaționale și specialist în planificare lingvistică la Universitatea din Țara Bascilor.

## Paradigma căruță
La 12 februarie 2016, la Bilbao, la sediul oficial al Academia Regală de Limba Bască, în fața a peste o sută de academicieni, cercetători și experți în limba bască, a prezentat pentru prima dată Paradigma Căruță, cunoscută și sub numele de Paradigma Necesității Naturale.
Paradigma Căruță propune o nouă paradigmă sociolingvistică pentru revitalizarea limbilor minoritare. Este un arhetip sau un model teoretic care articulează căruță revitalizării limbilor minoritare pe două roți motrice - cea a dobândirii limbii și cea a utilizării limbii - care se învârt simultan pe aceeași axă, alimentându-se reciproc. Forța motrice a căruță de revitalizare a limbii provine din nevoia vitală și funcțională de a folosi limba ca instrument de comunicare socială pentru a satisface nevoile umane. Astfel, construcția teoretică a Paradigmei Căruță este interconectată cu Piramida lui Maslow sau ierarhia nevoilor umane.
Conform acestui cadru teoretic, revitalizarea lingvistică a oricărei limbi trebuie să înceapă prin abordarea și satisfacerea celor mai elementare și primitive nevoi umane de comunicare eficientă și a nevoilor de comunicare afective ale individului (cum ar fi relațiile mamă-copil și de familie, precum și cele mai intime relații de prietenie). După satisfacerea nevoilor vitale de comunicare ale primei socializări a individului, revitalizarea lingvistică trebuie să se concentreze asupra nevoilor naturale de comunicare ale celei de-a doua socializări, cum ar fi educația și culturalizarea individului, în care intervin agenți socializatori importanți precum școala și mass-media, cu un rol foarte relevant pentru internet și rețelele sociale. În cele din urmă, conform Paradigmei Căruță, activitatea umană prin excelență, strâns legată de evoluția socială și transversală tuturor nevoilor umane, este munca. Ființa umană care trăiește integrată în societate are munca ca mijloc de trai și ca mod de viață. Munca este activitatea care preocupă și ocupă cel mai mult ființa socială. Munca satisface totul, de la cea mai primordială nevoie umană, cum ar fi nevoia vitală de hrană, până la cea mai complexă sau sofisticată, cum ar fi realizarea de sine a ființei umane, situată în vârful piramidei lui Maslow. Prin urmare, recuperarea efectivă a oricărei limbi, ca instrument de comunicare socială, culminează cu standardizarea limbii la locul de muncă, activitatea centrală a organizării sociale a individului.

## Legături externe
- Site-ul oficial al lui Patxi Saez Beloki